# Oederan
Oederan is een gemeente en plaats in de Duitse deelstaat Saksen, gelegen in de Landkreis Mittelsachsen. De plaats telt 7.876 inwoners.
Gahlenz maakt deel uit van Oederan sinds 1-1-2007.

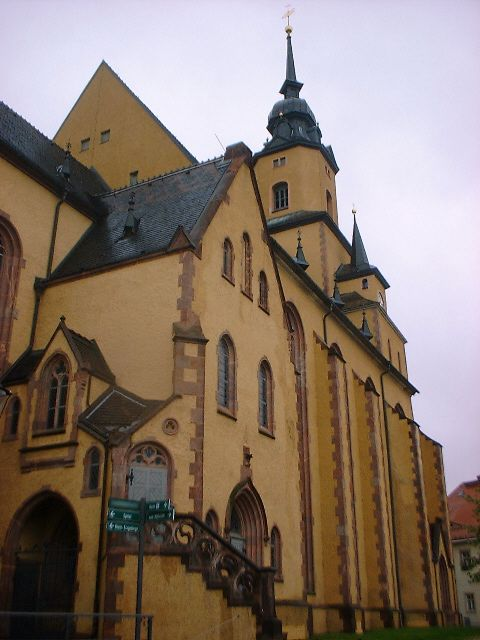
Stadskerk in Oederan

## Plaatsen in de gemeente Oederan
- Börnichen
- Breitenau
- Frankenstein
- Gahlenz
- Görbersdorf
- Kirchbach
- Lößnitztal
- Scönerstadt

## Geboren in Oederan
- Igor Mitoraj (1944), Pools beeldhouwer

Altmittweida ·
Augustusburg ·
Bobritzsch-Hilbersdorf ·
Brand-Erbisdorf ·
Burgstädt ·
Claußnitz ·
Döbeln ·
Dorfchemnitz ·
Eppendorf ·
Erlau ·
Flöha ·
Frankenberg/Sa. ·
Frauenstein ·
Freiberg ·
Geringswalde ·
Großhartmannsdorf ·
Großschirma ·
Großweitzschen ·
Hainichen ·
Halsbrücke ·
Hartha ·
Hartmannsdorf ·
Jahnatal ·
Königsfeld ·
Königshain-Wiederau ·
Kriebstein ·
Leisnig ·
Leubsdorf ·
Lichtenau ·
Lichtenberg ·
Lunzenau ·
Mittweida ·
Mochau ·
Mühlau ·
Mulda/Sa. ·
Neuhausen/Erzgeb. ·
Niederstriegis ·
Niederwiesa ·
Oberschöna ·
Oederan ·
Penig ·
Rechenberg-Bienenmühle ·
Reinsberg ·
Rochlitz ·
Rossau ·
Roßwein ·
Sayda ·
Seelitz ·
Striegistal ·
Taura ·
Waldheim ·
Wechselburg ·
Weißenborn/Erzgeb. ·
Zettlitz ·
Ziegra-Knobelsdorf